# ريوسوكي أوتسوكي
ريوسوكي أوتسوكي (باليابانية: 大槻 亮輔) (26 يوليو 1986 في كاناغاوا في اليابان – )؛ هو لاعب كرة قدم سابق كان يلعب كمهاجم.